# Novocrania valdiviae
Novocrania valdiviae är en armfotingsart som först beskrevs av Helmcke 1940.  Novocrania valdiviae ingår i släktet Novocrania och familjen Craniidae. Inga underarter finns listade i Catalogue of Life.